# Gare de João Dias
La gare de João Dias est une gare ferroviaire de la ligne 9-Émeraude du réseau de train de banlieue de la région métropolitaine de São Paulo. Elle est située sur l'avenue das Nações Unidas, dans le quartier de Santo Amaro à São Paulo au Brésil. Elle dessert le Complexo 17007 Nações Unidas.
Elle est mise en service en 2021 par ViaMobilidade concessionnaire de l'exploitation de la ligne.

## Situation ferroviaire
La gare de João Dias est située sur la ligne 9-Émeraude, entre la gare de Granja Julieta et la gare de Santo Amaro.

## Histoire
Peu de temps après l'emplacement de la gare dans le sens Mendes-Vila Natal, sous le pont João Dias, il y avait une halte sur la branche de Jurubatuba de l'Estrada de Ferro Sorocabana, appelée Penha ou Penhinha, faisant référence à une église située près de Jardim São Luís à la fin de l'avenue João Dias, où se trouve aujourd'hui une unité d'hypermarchés Extra. Elle a été ouverte en 1960 et démolie en 1976, lorsque le service de banlieue de Fepasa a été remodelé,.
La gare de João Dias est un projet des années 1980 du plan de rénovation des trains métropolitains de FEPASA, à l'époque où elle s'appelait encore branche de Jurubatuba. La gare João Dias a été conçue pour être le terminal d'intégration entre la ligne sud et la branche de Campo Limpo,. Après l'exécution du plan au tournant du XXe au XXIe siècle, cependant, la gare n'a pas été construite. En 2010, l'intention de son exécution a été publiée dans le Schéma directeur de la CPTM, dont la construction est prévue en 2025, avec une moyenne journalière de 8119 voyageurs.
En 2018, l'entreprise de construction Brookfield Brasil a érigé un ensemble de bâtiments commerciaux appelé 17007 Nações, dont le projet prévoit l'hébergement de 10 mille personnes, sur les rives de la ligne 9 et Marginal Pinheiros. Considérée comme une plaque tournante génératrice de trafic, Brookfield a proposé la construction de la gare de João Dias au gouvernement de l'État en guise de compensation. Le 1er mars 2019, un contrat a été signé entre CPTM et Brookfield (par l'intermédiaire de sa filiale Tegra), prévoyant la donation de la station déjà construite et de la superficie nécessaire à son exploitation. Le projet comprend la mise en œuvre de la gare de João Dias entre Granja Julieta et Santo Amaro,,,.
. 
Le 20 avril 2021, les lignes 8 et 9 des trains métropolitains ont été concédées au consortium ViaMobilidade, composé des sociétés CCR et RUASinvest, pour trente ans. Le transfert des lignes a été réalisé le 27 janvier 2022. 
L'ouverture de la gare était prévue pour 2022, mais les travaux ont progressé rapidement et elle est mise en service le 5 novembre 2021. Elle doit son nom à João Dias de Oliveira (1842-1926), un soldat et homme politique brésilien

## Service des voyageurs

### Accueil

Installations
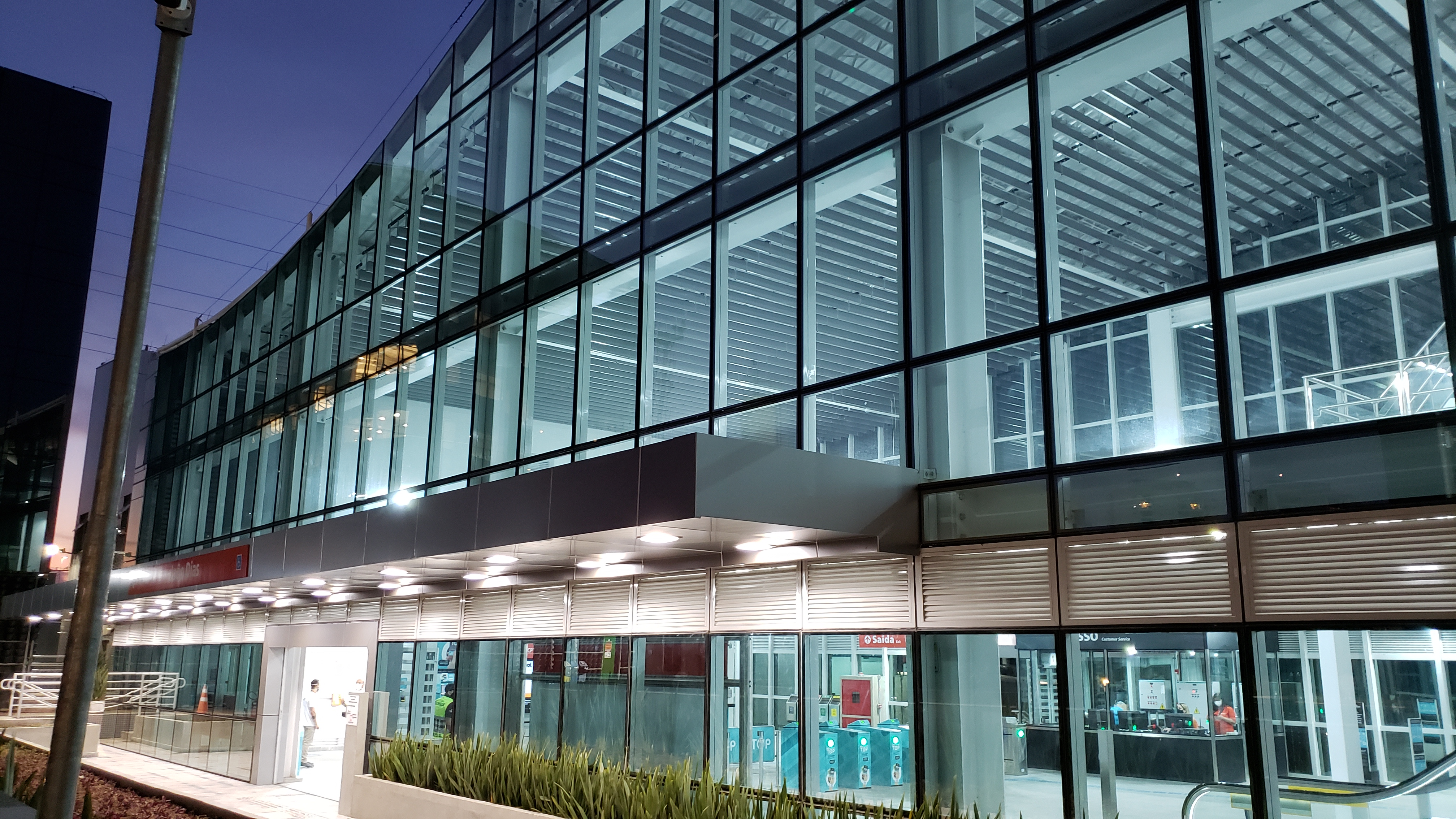
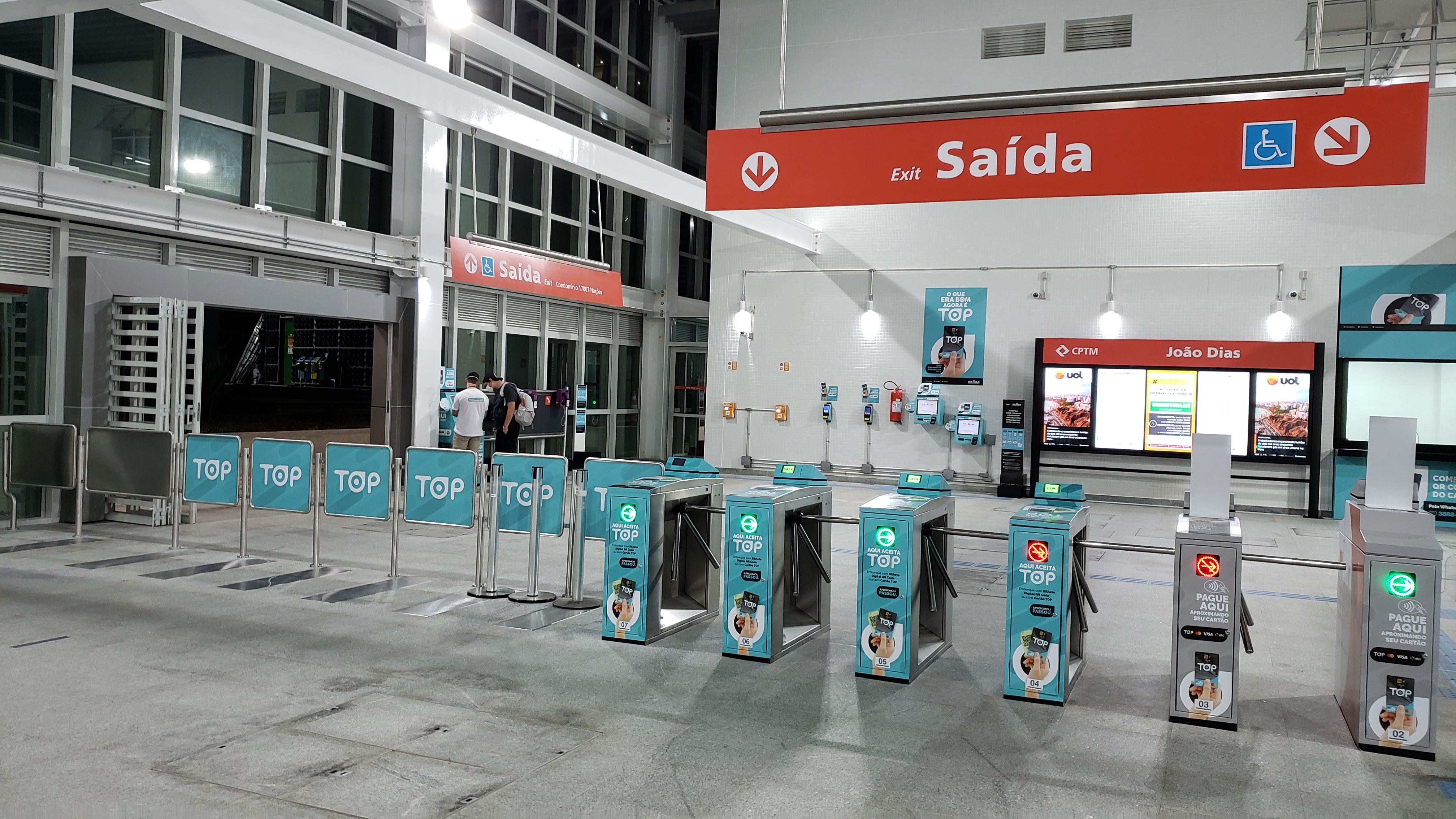
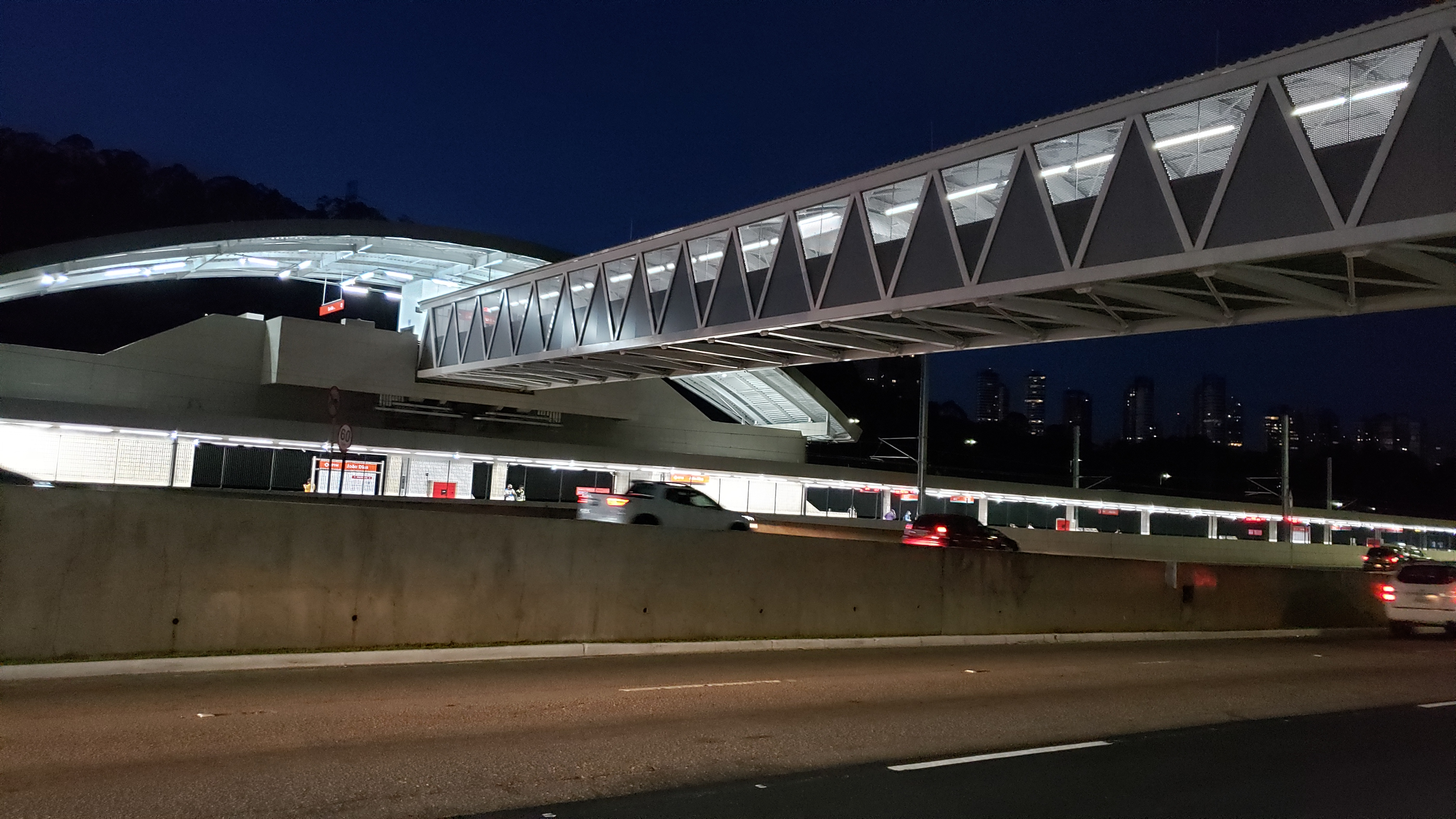

### Desserte

Installations
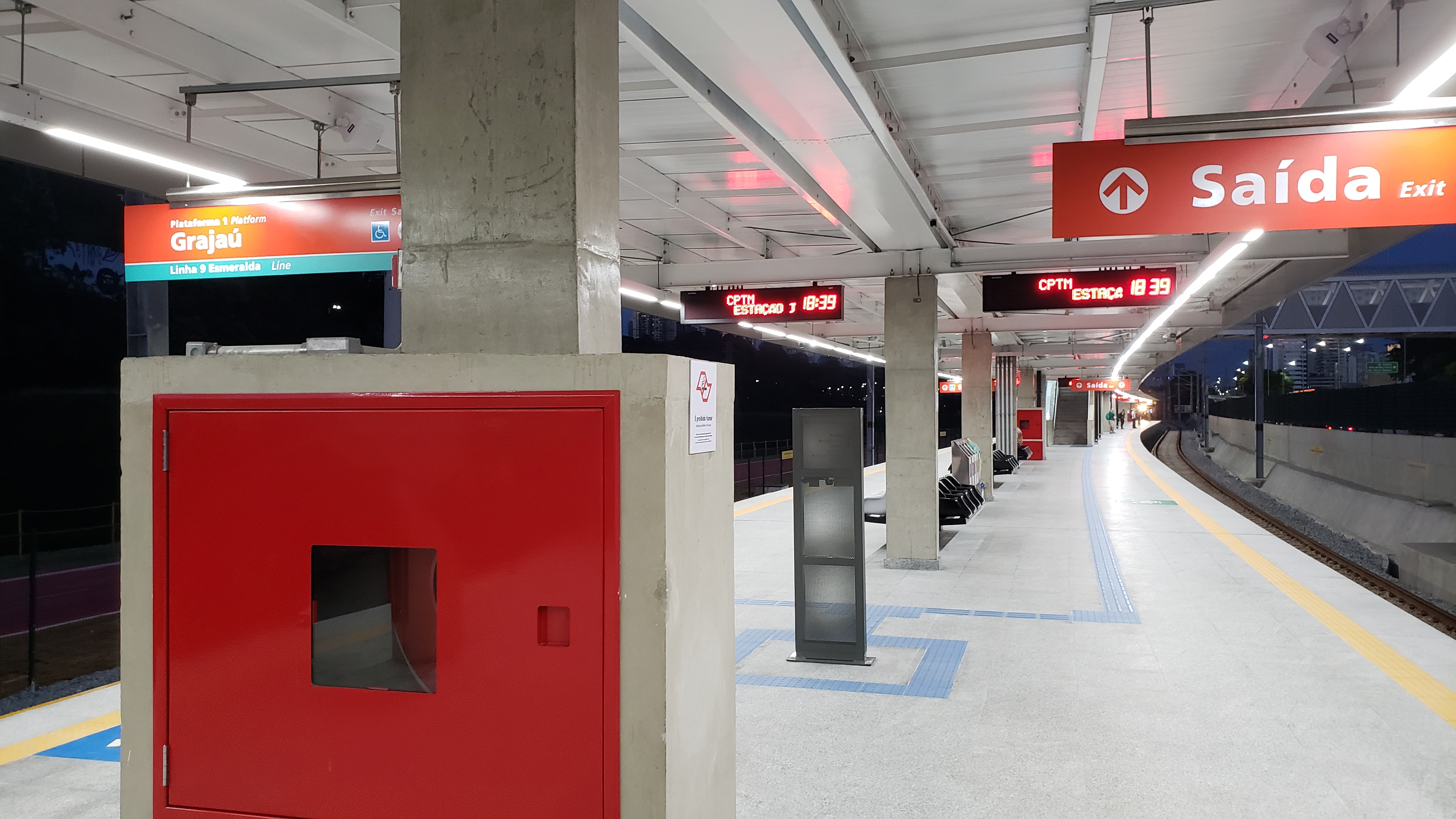
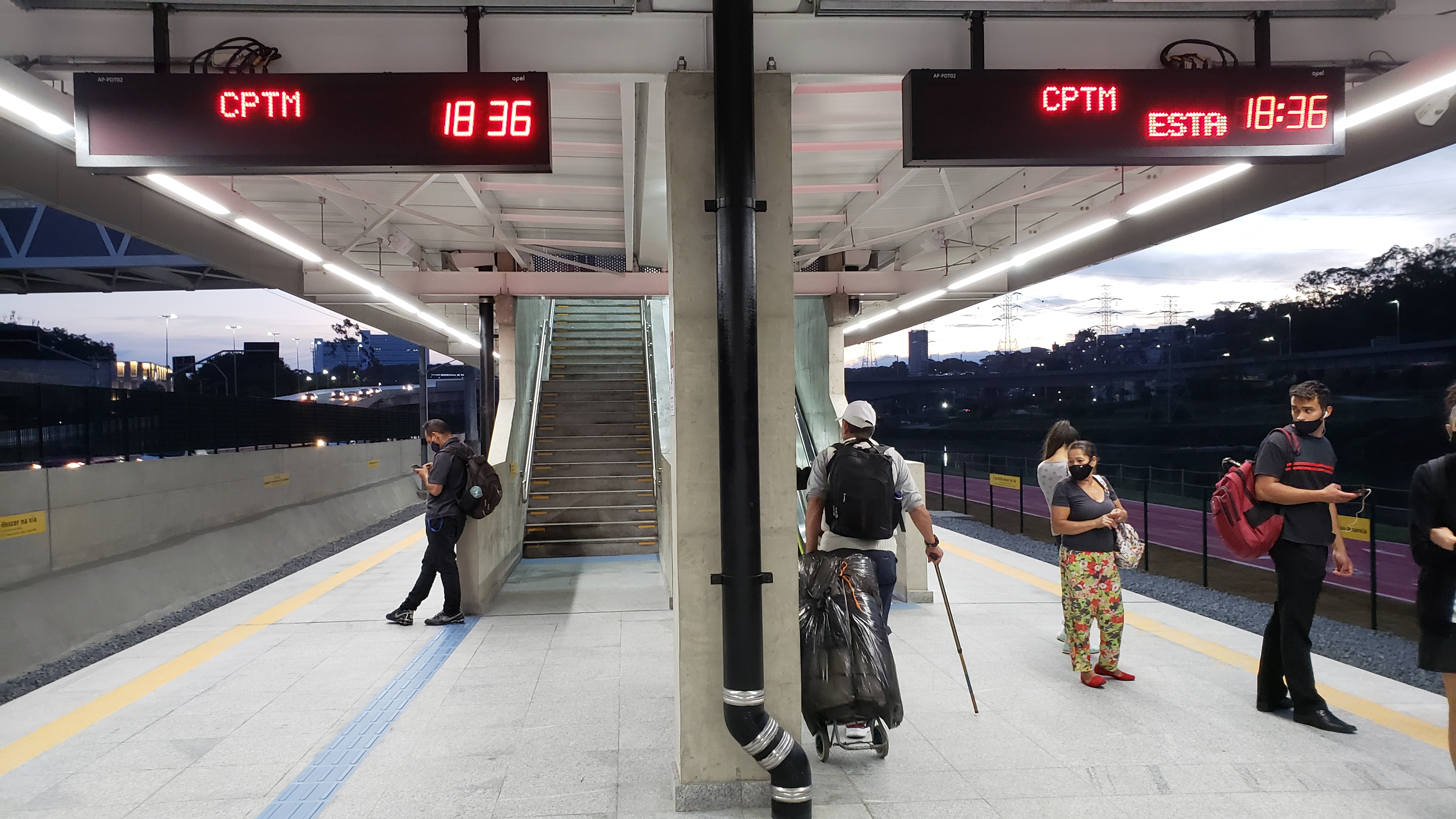
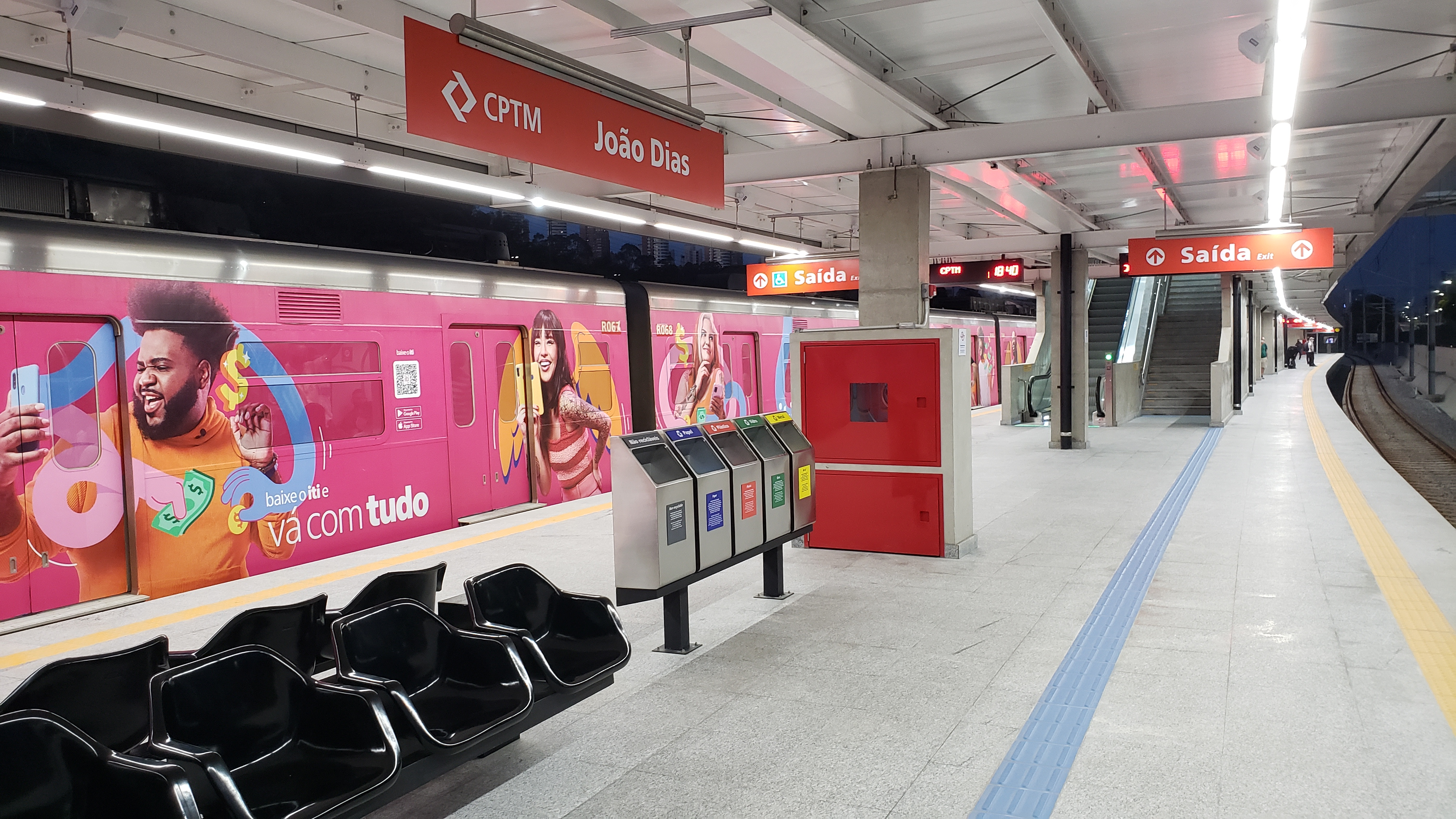

## Art dans la gare
Depuis son ouverture, la gare de João Dias possède une œuvre d'art sur sa mezzanine, un panneau de carreaux représentant une vue aérienne de la station et de l'immeuble d'affaires Brookfield.

L'œuvre en situation
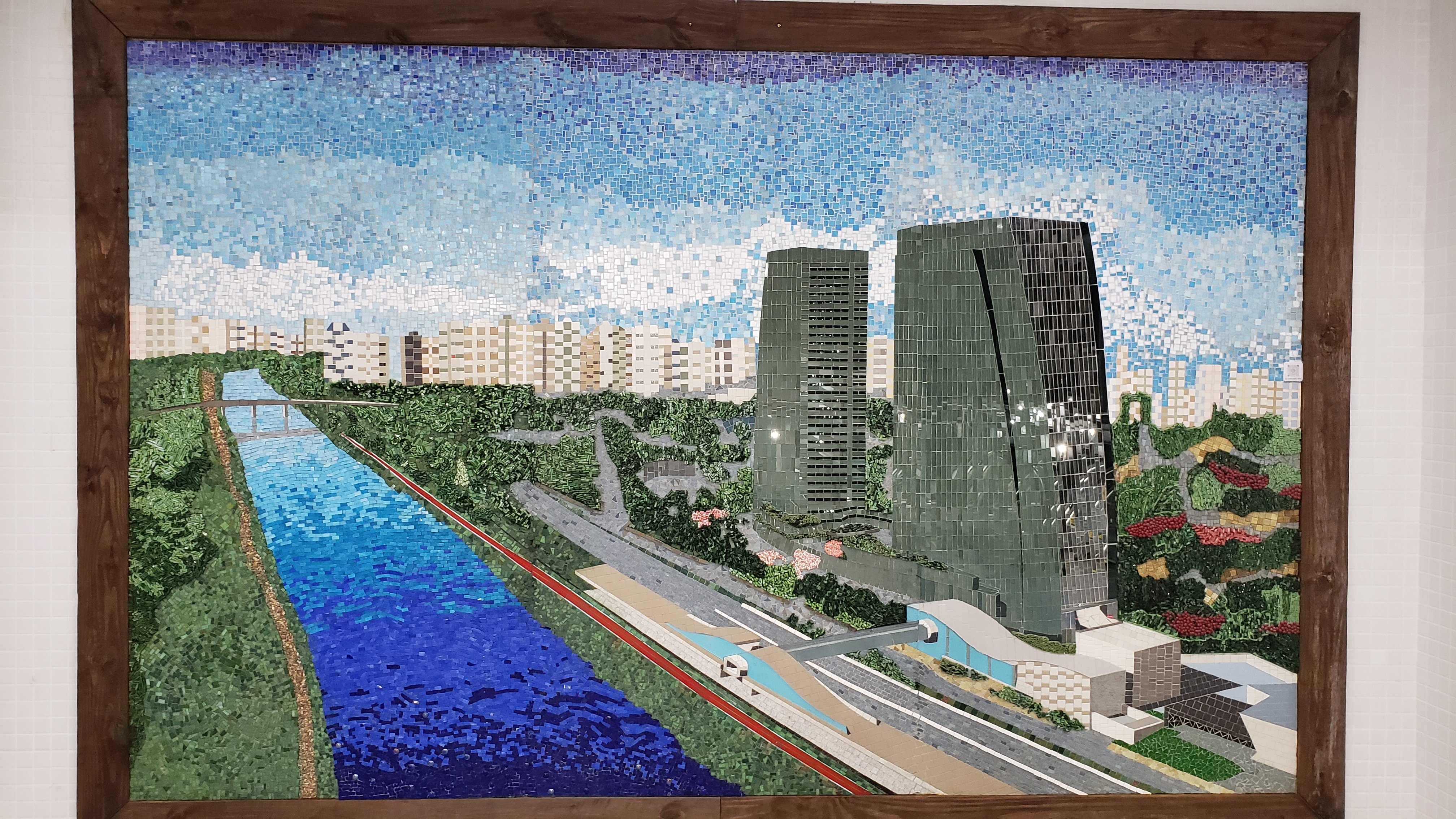
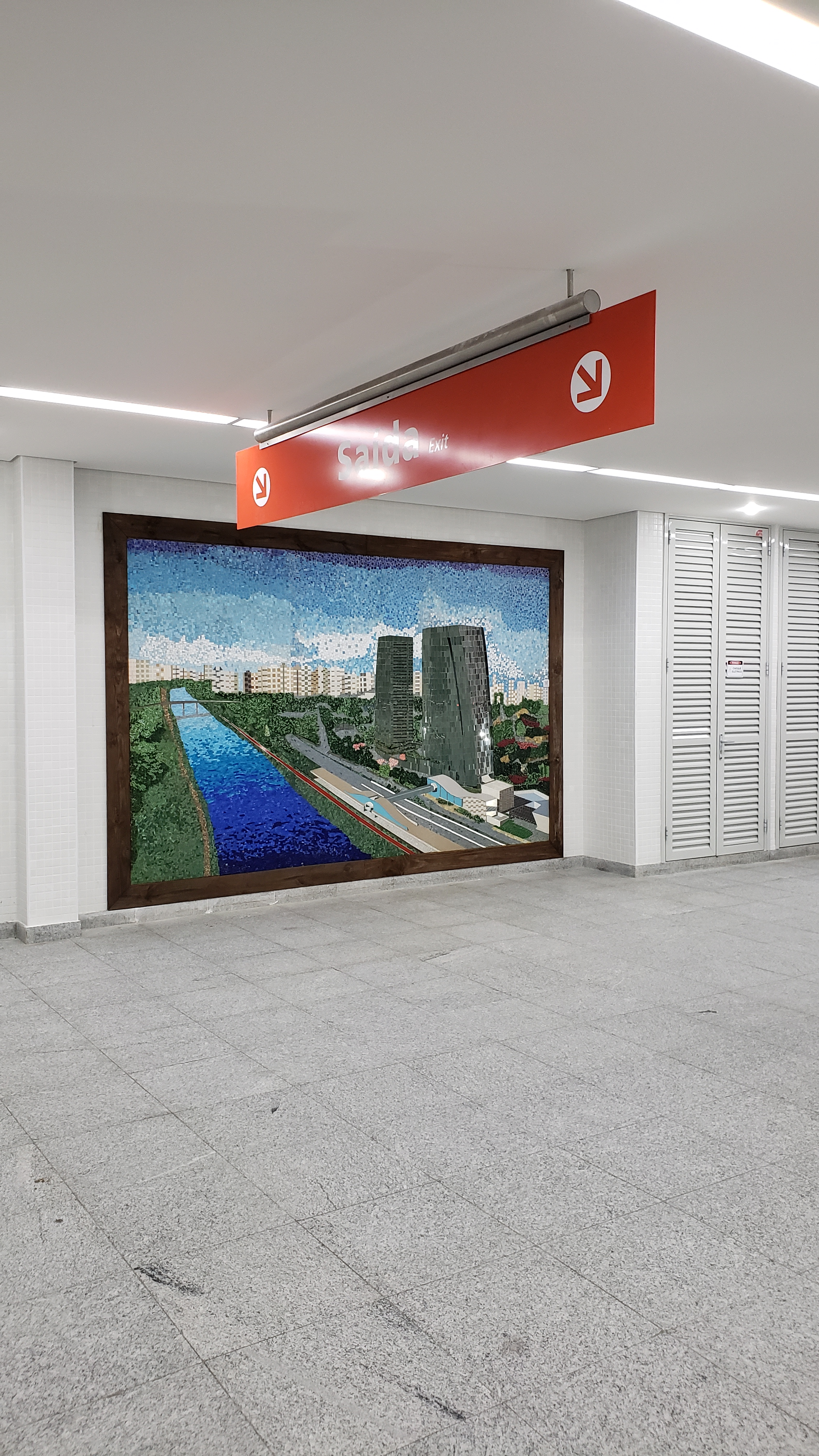